# Batalla de las islas Komandorski
La batalla de las Islas Komandorski fue un enfrentamiento naval de unidades de superficie entre Japón y los Estados Unidos durante la Segunda Guerra Mundial.

## Antecedentes
Desde junio de 1942, fuerzas japonesas estaban apostadas en las islas Aleutianas ocupando las islas de Attu y Kiska.  El abastecimiento de estas fuerzas de ocupación en territorio estadounidense se hacía por mar empleando cruceros y submarinos.
La inteligencia estadounidense estando en posesión del código secreto japonés, descifró el 24 de marzo de 1943, planes del Alto mando japonés para abastecer y reforzar a las tropas en las Aleutianas e improvisadamente reunió una exigua fuerza de ataque en las afueras de Dutch Harbor para atacarla e impedir el abastecimiento.
Para evitar que se siguieran suministrando provisiones a las fuerzas japonesas que ocupaban las islas Aleutianas, los norteamericanos enviaron al USS Salt Lake City al mando del contraalmirante Charles Horatio McMorris a interceptar los convoyes nipones y cortar la línea de suministros, McMorris desconocía la composición de la fuerza japonesa. 

### Fuerzas estadounidenses
La flota aliada consistía en:
- cuatro destructores: USS Bailey; USS Dale; USS Monaghan y USS Coghlan.
- Un crucero ligero, el USS Richmond
- Un crucero pesado, el USS Salt Lake City

### Fuerzas japonesas
Por su parte, las fuerzas del Vicealmirante japonés Boshirō Hosogaya se componía del siguiente modo:
- Tres barcos de suministros y tropa: Sanko Maru, Sakito Maru y  Asaka Maru.

Estos estaban escoltados con la 5.ª división de cruceros que consistía en:
- Dos cruceros pesados: Nachi; Maya.
- Dos cruceros ligeros Tama y  Abukuma
- Cuatro destructores: Wakaba, Inazuma,  Izakuchi yHatsushimo.

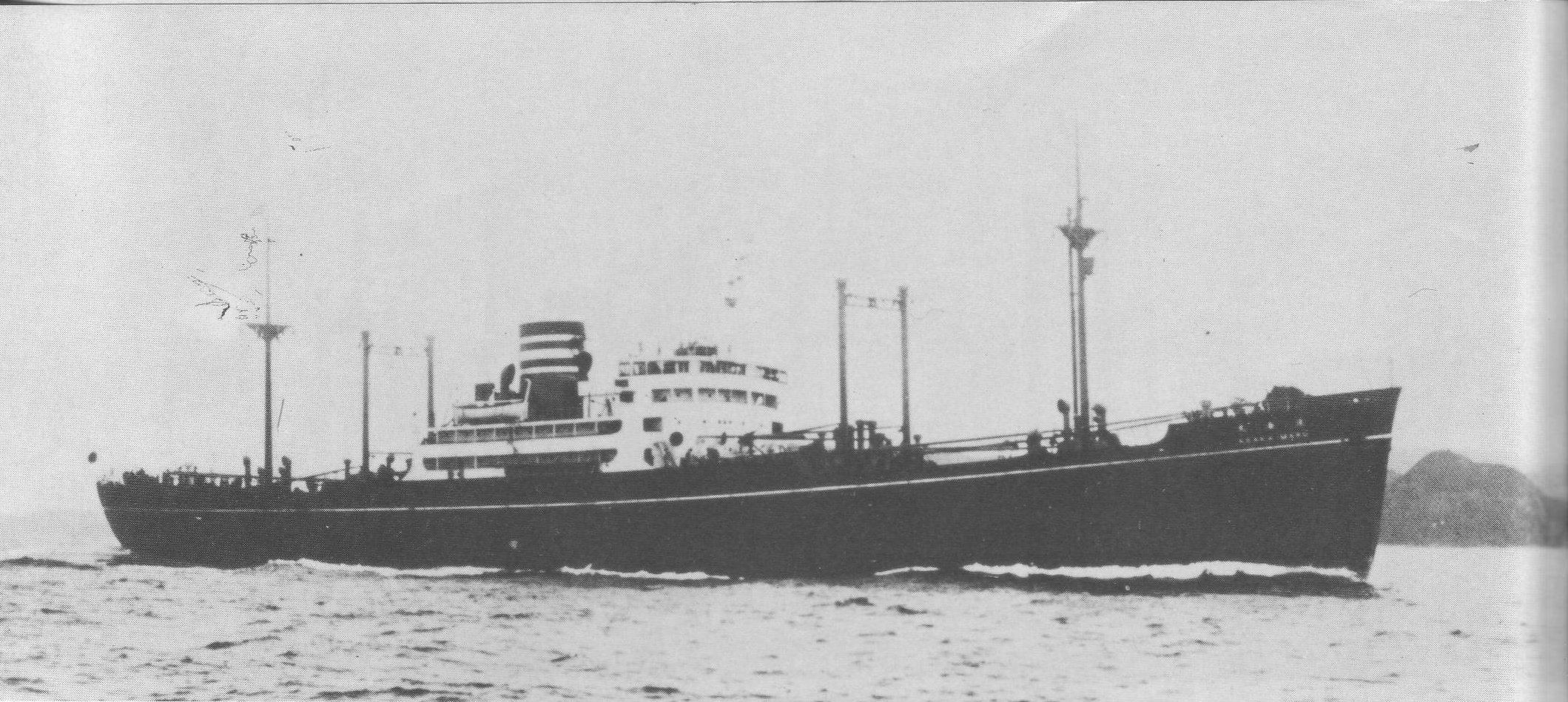
Asaka Maru, uno de los transportes de suministros

## Batalla

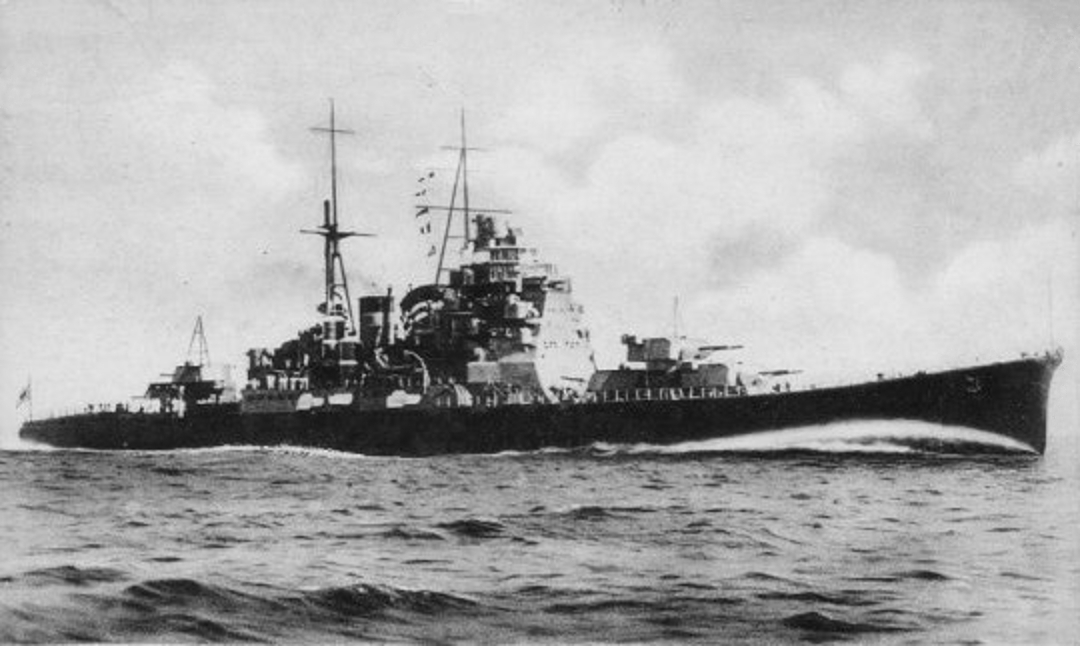
Crucero pesado Maya

Debido a lo remoto del campo de batalla, no hubo asistencia aérea ni submarina de ningún tipo en esta batalla, siendo la única batalla de este tipo clásico al cañón librada en el Teatro de Operaciones del Pacífico durante la Segunda Guerra Mundial.
En la madrugada del 27 de marzo, a las 5:40 ,  el convoy japonés fue interceptado a 160 km al sur en las afueras del pequeño Archipiélago de las Islas Komandorski (Islas Comandante en español) y se lanzó en persecución del convoy. 
McMorris dividió sus fuerzas separando por algunos km a sus destructores de los cruceros, fueron los cruceros quienes hicieron contacto con la fuerza japonesa.
McMorris pudo entonces conocer la superioridad enemiga y aun estando en evidente desventaja no rechazó su misión teniendo la esperanza que los japoneses incurrieran en un error táctico y tener la posibilidad de hundir los transportes.
Las acciones se iniciaron frente a la salida de la península de Kamchatka, Hosoyaga destacó el convoy e inició las acciones desde 18 000 m de rango oponiendo sus cruceros pesados quienes cargaron munición perforante, los cruceros pesados Maya y Nachi en vanguardia lo que causó la retirada táctica de la formación estadounidense virando a babor.
La acción se desarrolló inicialmente con la fuerza de cruceros pesados persiguiendo a los cruceros americanos.
El Maya  catapultó sus aviones de reconocimiento y luego realizó un ataque torpedero sin lograr resultados contra la formación americana, luego se entabló un combate al cañón con la avanzada de destructores quienes intentaron posicionarse para lanzar sus torpedos sin lograrlo, durante el acercamiento el Maya recibió un impacto en la torreta n.º 1 deshabilitándola.
El Nachi, catapultó sus dos aviones propios con dirección a Attu y realizó un ataque torpedero sin resultados, comenzó un cañoneo logrando impactos sobre el destructor Bailey y el crucero USS Salt Lake City, a su vez el Nachi recibió desde el USS Bailey un serio castigo con 5 impactos recibidos causándole 40 bajas. El USS Bailey a su vez recibió tres impactos directos de 203 mm que le causaron 8 bajas.
Los cruceros ligeros japoneses no intervinieron en la acción manteniendo la escolta del convoy, sin embargo, el Tama que estaba más cerca fue tocado dos veces causando bajas.
Los cruceros americanos cargaron en sus recámaras proyectiles de alto poder explosivo.  El USS Richmond se enfrentó en primera línea a los cruceros pesados japoneses atrayendo inicialmente el fuego siendo horquillado, fue auxiliado por el USS Salt Lake City, Hosoyaga cambió el blanco hacía el crucero pesado enemigo provocándole 5 impactos que lo dañaron gravemente en su parte media hacia popa e inundaciones a proa, sin embargo el USS Salt Lake City respondió con tiro muy preciso y tendió cortina de humo, finalmente, el USS Salt Lake City quedó por unos momentos sin propulsión al ingresar agua salada a la alimentación de su planta de propulsión.  Los japoneses no llegaron a darse cuenta de la inhabilitación temporal del crucero pesado americano.
McMorris envió a sus destructores para torpedear a los cruceros japoneses, la aproximación fue decidida;  pero fueron rechazados sin lograr llegar a posición de lanzamiento. 
Las fuerzas americanas después de 4 h de combate estaban al borde de sus recursos y en mala situación, entonces McMorris solicitó en ese momento apoyo aéreo radiando sin codificar lo que fue captado por los escuchas japoneses y transmitieron esta información a Hosoyaga. 
A pesar de la evidente superioridad japonesa, los barcos americanos no recibieron daño más categórico. A pesar de tener las armas para una victoria fácil y superioridad artillera, el Vicealmirante Hosogaya ordenó abruptamente a sus fuerzas regresar a escoltar los transportes lo que consideraba era su prioridad, finalmente ordenó dar vuelta a las Kuriles sin sospechar que tenía la victoria en la mano.
El crucero pesado USS Salt Lake City, el USS Richmond y el destructor USS Bailey estaban seriamente dañados después de 4 h de cañoneo y escasos de municiones y combustible. La inminencia de un supuesto ataque aéreo y los efectos de los impactos de munición de alto poder explosivo causaron una impresión errónea en Hosoyaga.
Las acciones terminaron hacia las 10:00 teniendo la batalla 4 h de duración.
La decidida acción de McMorris y la agresiva incursión de los destructores americanos confundió a Hosoyaga y lo conminó a dar la fatal orden de dar retirada dando la vuelta con los transportes y alejándose del combate.

## Consecuencias
Si bien el resultado de la batalla no fue decisivo para ningún bando, el hecho de que los japoneses no hubieran podido entregar los suministros a sus tropas en las islas Attu y Kiska sentenció los planes de Japón de reforzar las guarniciones con las ventajas tácticas que implicaba lo que más temprano que tarde significó la victoria estratégica aliada. Desde entonces el suministro a los japoneses se hizo a través de submarinos oceánicos. 
En mayo de 1943, Attu fue reconquistada con la aniquilación de las fuerzas japonesas que se lanzaron en una desesperada carga banzai en la bahía Masacre.
El 28 de julio de 1943 bajo una densa niebla, 6 000 efectivos fueron extraídos de Kiska sin que los americanos se enteraran hasta agosto de ese año.
El Vicealmirante Hosogaya fue duramente criticado por su acción de retirada siendo relevado del servicio activo inmediatamente tras la batalla por el Alto Mando, destinándosele como gobernador de la Micronesia ocupada, con base en el atolón de Truk.
El contralmirante Charles H.Morris recibió reconocimiento y condecoraciones por su valentía en el campo de batalla siendo nombrado Jefe de Personal del Estado Mayor del almirante Chester Nimitz y promovido a almirante en 1944.

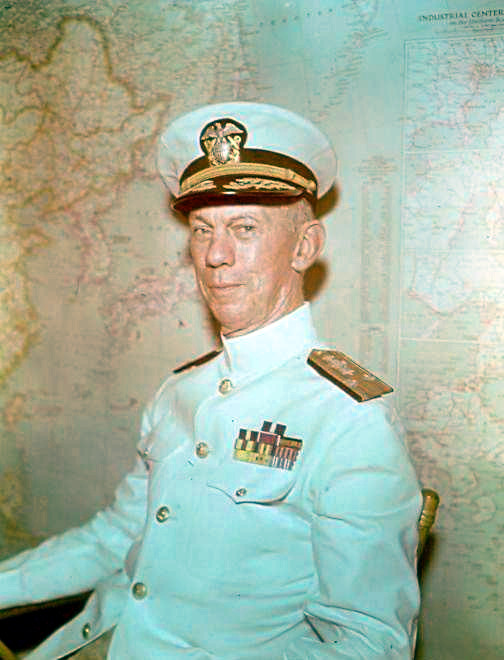
Almirante Charles H. McMorris.
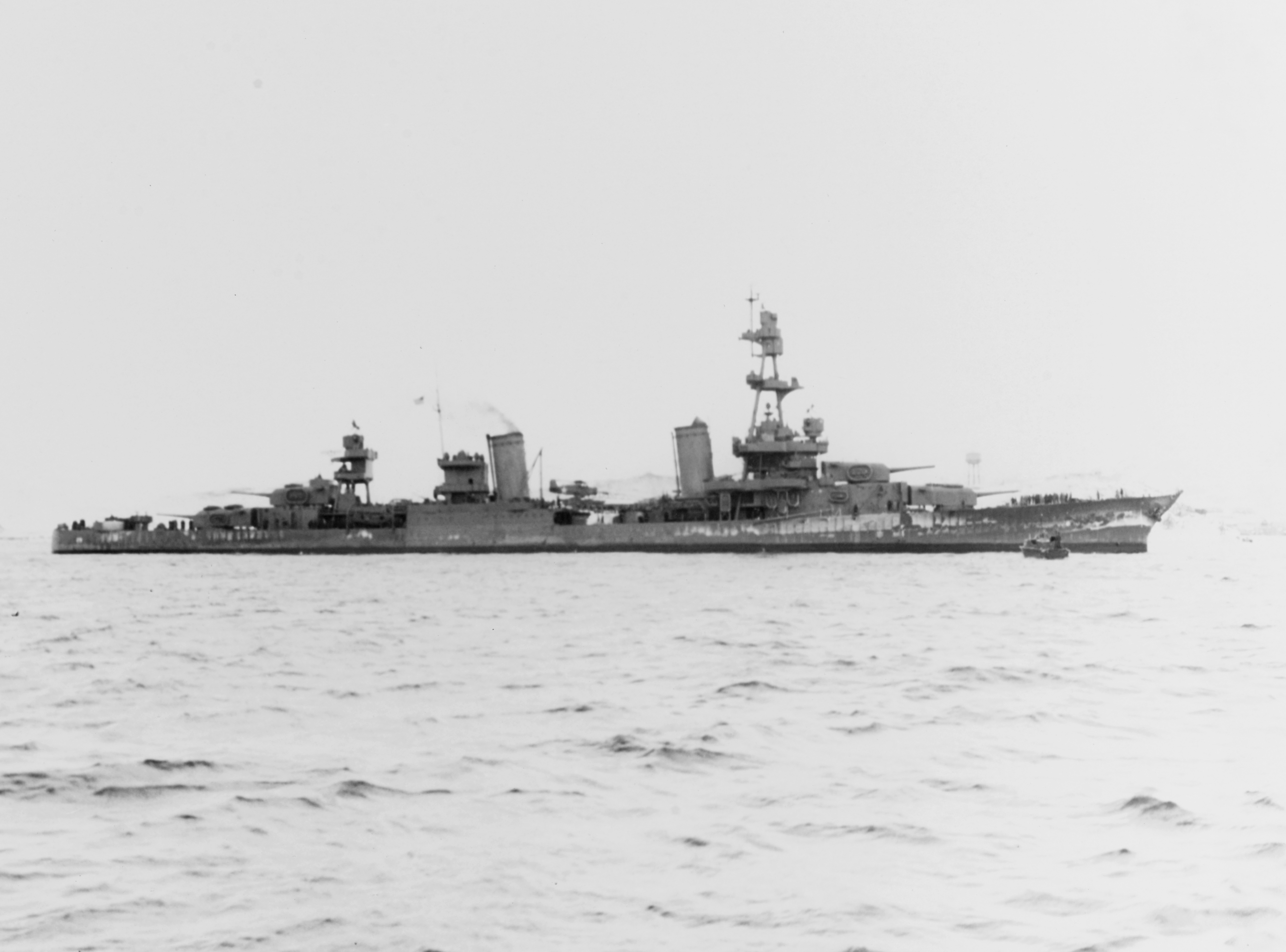
USS Salt Lake City en las afueras de Dutch Harbor después de la batalla.
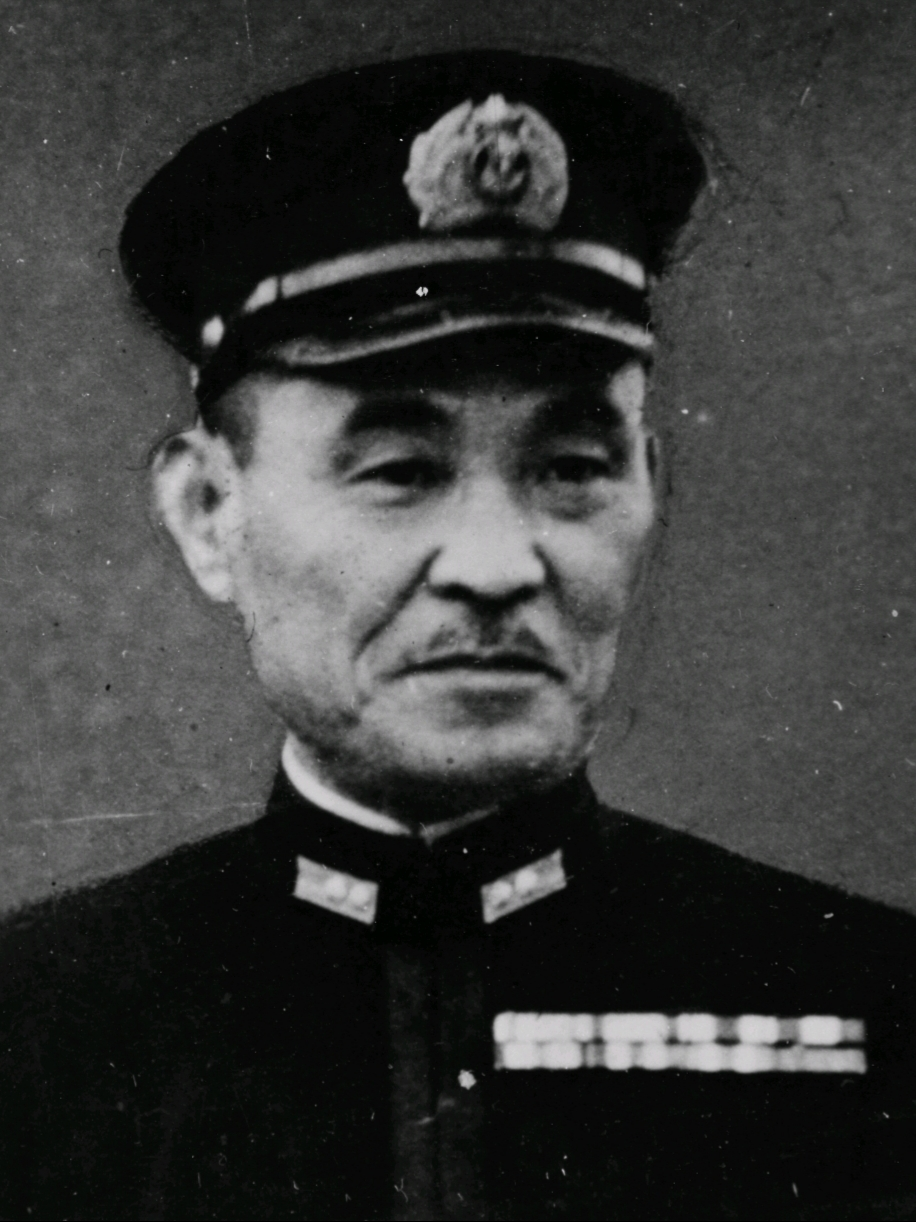
Almirante Boshiro Hosoyaga.
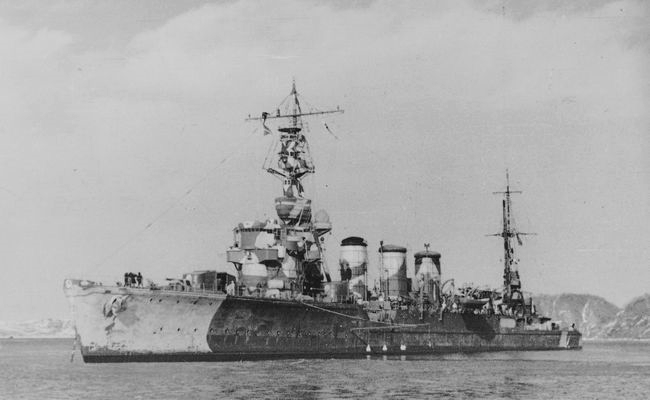
Crucero ligero Tama.
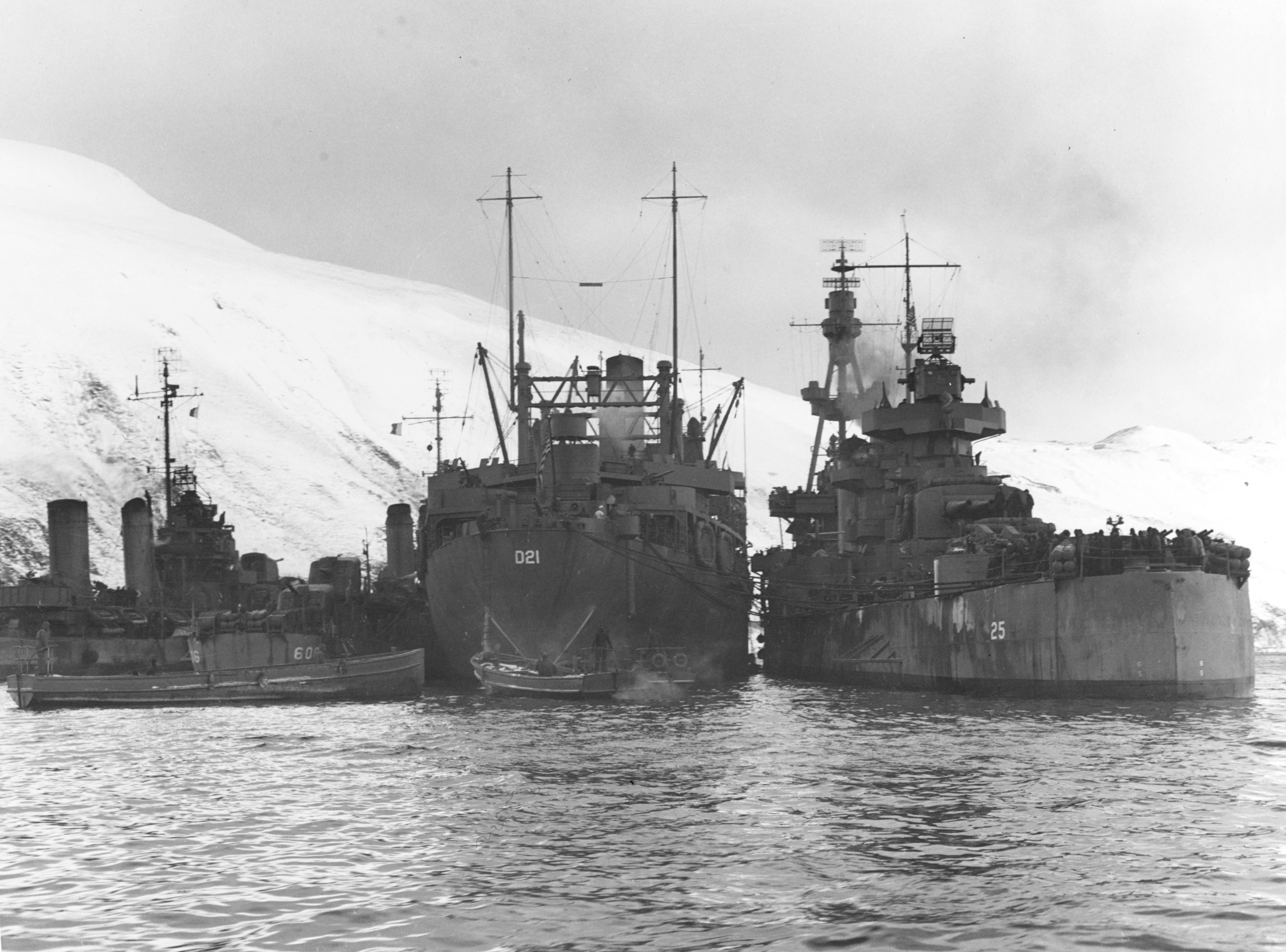
USS Salt Lake y  USS Coghlan y probablemente el USS Bailey siendo reparados en Dutch Harbor después de la batalla.
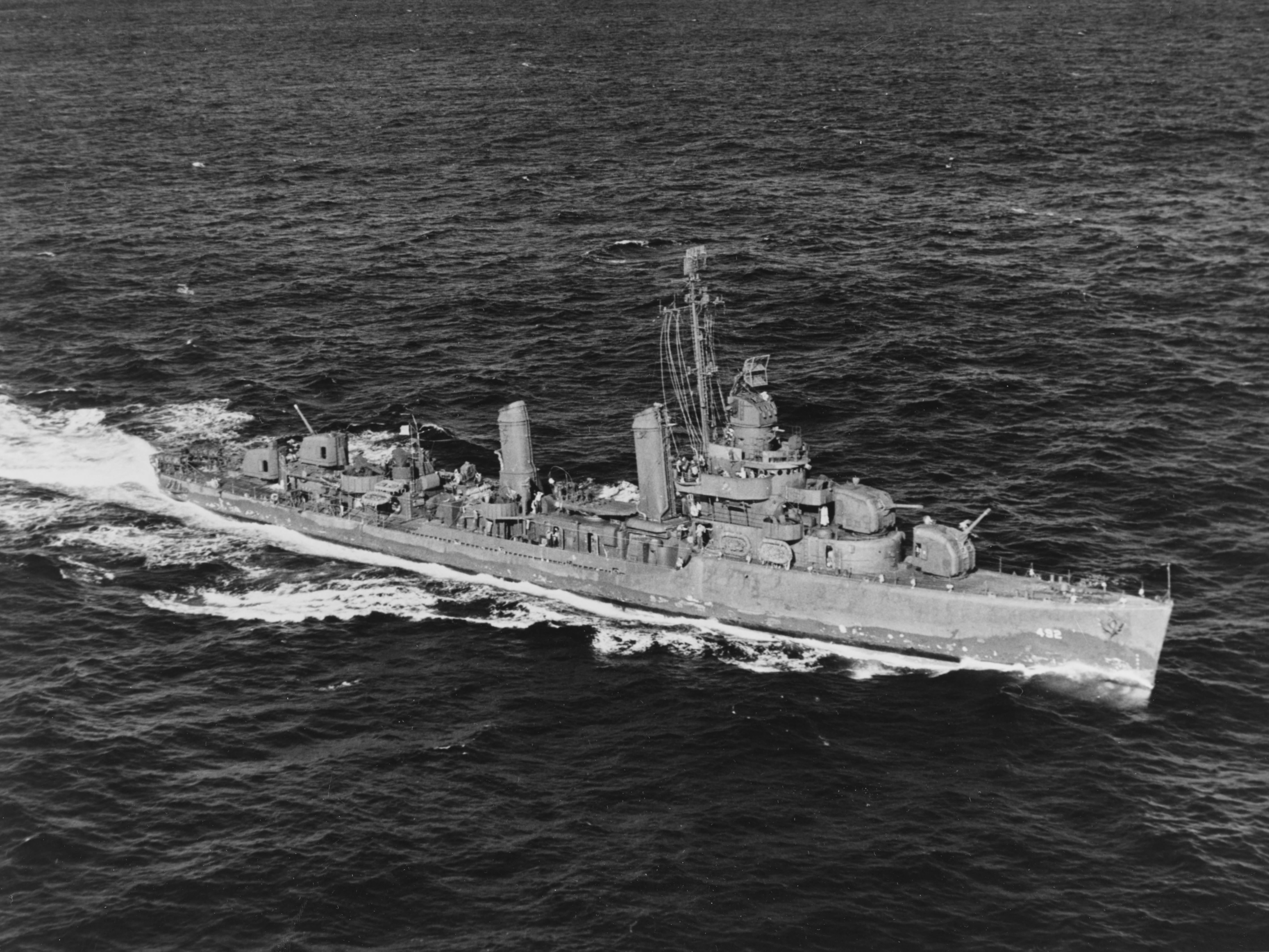
USS Bailey ((DD-492) en 1943.
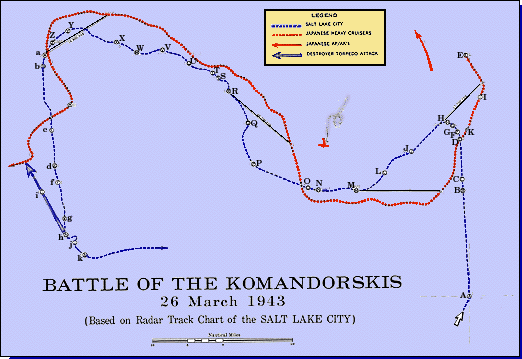
Mapa de la Batalla de las islas Komandorski.